# 八戶雲羅里
八戶於南鄉（Vanraure Hachinohe），是一支位於日本青森縣八戶市「南鄉」區的足球隊。隊名是一個有「八戶於南鄉」[八戸と南郷]之意的人造詞。於南鄉（ヴァンラーレVanraure）這個詞語是兩個意語詞「デリヴァンテderivante」（起源、源於,衍生為「發源地」）及「アウストラーレaustrale」（即南鄉）。它是指球會於八戶的南部的前鄉村南鄉町成立，故起源於南鄉。八戶於南鄉由八戶工業SC和南鄉FC合併後於南鄉成立。球隊加入了日職聯百年計劃，他們現已取得日本J3牌照，2019年已確定升格至J3聯賽並開始參與2019年的J3賽事。

## 簡介
於2006年，俱樂部成立，由兩家足球俱樂部合併而成：八戶工業SC（八戸工業サッカークラブ）和南鄉FC（南郷FC），加入了東北聯盟2北區。自2008年以來，俱樂部的目標是成為一家職業俱樂部並加入J.League。2011年，因為 東北地震和海嘯，Tōhoku Division 2的兩個街區暫時合併為一個小組，沒有晉級，Vanraure首次獲得合併Division 2的冠軍。2012年他們回到Division 2 North，他們僅以第二名的成績擊敗岩手山FC，但在升級附加賽中擊敗了Cobaltore Onagawa，後者也因福島聯晉級而晉級JFL。
隨著2014年J3聯賽的推出，俱樂部於2013年6月申請J聯賽準會員資格，並於2013年9月獲得批准。但由於體育場尚未達到要求，他們的J3執照已被推遲到2014年的下一次評估，直到2015年才能升級到J3。
由於組成J3聯賽的一些俱樂部留下了空缺，JFL不得不選擇除了提交申請的2013年地區聯賽晉級系列賽冠軍之外的其他俱樂部。八戶於南鄉 被申請選為四家具樂部之一獲得晉級，並於 2014 年首次參加 JFL。2015 年 7 月，八戶於南鄉 贏得了 Apertura 錦標賽但在點球大戰中輸給了 Clausura 冠軍仙台索尼FC總比分打平後的兩回合冠軍賽階段。
經過幾次嘗試，終於在2018年晉級J3聯賽；他們在本田FC和FC大阪之後獲得了第三名，這足以解鎖 2019 年的職業位置。